# Mouche-Tsikatouche
Mouche-Tsikatouche (en russe : Му́ха-Цокоту́ха, Moukha-Tsokotoukha) est un conte pour enfants écrit en vers de Korneï Tchoukovski et le personnage principal de ce conte.

## Historique
Le conte a été écrit en 1923, mais au début il a été interdit par la censure: dans la phrase « Et les coléoptères cornus — sont des hommes riches », la commission du Conseil scientifique d'État a vu « de la sympathie pour les éléments koulaks du village ».
Pour la première fois, le conte a été publié par la maison d'édition Rainbow en 1924 sous le titre « Le mariage de la mouche » avec des illustrations de Vladimir Konashevich. La sixième édition du conte en 1927 a été publiée pour la première fois sous le nom moderne.

## Sujet
La Mouche-Tsikatouche traverse le champ et trouve une pièce. Avec celle-ci, elle achète un samovar et invite différents insectes, car c'est son anniversaire. À ce moment, l'Araignée apparaît et capture la Mouche-Tsikatouche. Tous les insectes s'enfuient, mais le Moustique arrive soudainement et tue l'Araignée. Il devient l'époux de Mouche-Tsikatouche, et les insectes célèbrent le mariage.

## Adaptations
Au moins quatre dessins animés ont été adaptés à partir du conte :
- 1941 : Mouche-Tsikatouche (dir. Vladimir Suteev, le dessin animé n'a pas été sauvegardé).
- 1960 : Mouche-Tsikatouche (dir. Vladimir Suteev et Boris Dezhkine ).
- 1976 : Mouche-Tsikatouche (dir. Boris Stepantsev ).
- 1985 : Dr Aibolit (dir. David Cherkassky ) - le texte intégral du conte, à l'exception de la scène finale de la célébration du mariage, sonne dans le film comme un spectacle que présente l'insidieux Barmaleï aux animaux en Afrique.

En 1942, le compositeur Mikhaïl Krasyev écrit l'opéra pour enfants la « Mouche-Tsikatouche ». Il existe également plusieurs ballets basés sur le conte - en particulier ceux des compositeurs Léonid Usachev (1945), David Saliman-Vladimirov (1968), Boris Tishchenko (également 1968), Adam Stratievsky (1972), Valery Kikty (1973). Le chanteur de rock Alexander Gradsky a écrit un opéra rock basé sur ce conte, qui nous est parvenu dans des enregistrements amateurs . Le géorgien VIA « Iveria » a interprété la mini-comédie musicale « Mouche-Tsikatouche » en russe dans les années 1980, où les personnages du conte ont acquis une saveur nationale géorgienne moderne, la comédie musicale a chanté des chansons revisitées de Francis Le, Charles Gounod, Felix Mendelssohn, Alla Pugacheva, des groupes « The Beatles », « Boney M », « Dschinghis Khan », des chansons géorgiennes et roms, ainsi que des mélodies d'opéras rock étrangers.

## Représentations culturelles
- L'intrigue de « Mouche-Tsikatouche » est devenue la base de nombreuses parodies littéraires - en particulier, la série de parodies Zinovy Paperny «Écrivains - Korney Chukovsky»[1] (par Anatoly Sofronov, Konstantin Simonov, Victor Shklovsky et Ivan Astakhov[2],[3]) et Leonid Filatov (sur Bulat Okudzhava, Boris Slutsky et Yuri Levitan )[4].
- Le groupe de rock "Krasnaya Plesen" en 2004, basé sur le conte, a créé la comédie musicale punk "Mukha-ssykatuha", remplie d'un vocabulaire obscène. La comédie musicale contient des fragments d'autres contes de Korney Chukovsky - "Tarakanishtche" et "Aibolit". Dans cette comédie musicale, les parodies de Verka Serduchka, les artistes de Leningrad, Hands Up, Otpony Scam, Nikolai Baskov, pour la chanson Belle de la comédie musicale Notre Dame De Paris y sont impliquées.
- En 1992, l'entomologiste Andrei Ozerov décrit un nouveau genre et une nouvelle espèce de fourmis, du nom du héros littéraire le plus célèbre de l'équipe Diptera - Mucha tzokotucha[5].